# Elijah Scott
Elijah Scott (* 3. Februar 2006) ist ein deutscher Fußballspieler.

## Karriere

### Verein
In der Jugend spielte Scott bis zum Jahresende 2022 für die SG Sonnenhof Großaspach. Im Januar 2023 wechselte er zum VfB Stuttgart.
Obwohl er gleichzeitig noch dem A-Jugend-Kader angehörte, debütierte Scott am 3. August 2024 in der 3. Profi-Liga am 1. Spieltag der Saison 2024/25 für die zweite Mannschaft des VfB gegen Hansa Rostock.
Anfang Februar 2025 wechselte Scott zum italienischen Erstligisten US Lecce.

### Nationalmannschaft
Scott debütierte am 15. November 2023 für die deutsche U18-Nationalmannschaft gegen Tschechien. Fünf Tage später absolvierte er gegen Portugal ein weiteres U18-Länderspiel.